# Uperoleia lithomoda
Uperoleia lithomoda és una espècie de granota que viu a Austràlia, Papua Nova Guinea i, possiblement també, a Indonèsia.